# Sky Sport Action
Sky Sport Action era un canale televisivo tematico italiano dedicato ai principali sport trasmessi su Sky e prodotto da Sky Italia.
Era visibile a tutti gli abbonati al pacchetto "Sky Sport" al canale 205.
Era stato lanciato per la prima volta il 1º luglio 2021. Dipende dalla testata Sky Sport.
Il 9 gennaio 2023 termina le sue trasmissioni, mentre il 12 gennaio seguente viene sostituito da Sky Sport Golf. I suoi contenuti sono stati spostati sui canali nell'area 201  e 251.
Il 3 luglio 2023, in seguito ad una riorganizzazione dei canali Sky Sport, il canale viene riproposto alla medesima numerazione.
Il 4 settembre 2023, in seguito ad una riorganizzazione dei canali Sky Sport, il canale chiude nuovamente, venendo sostituito da Sky Sport Max.

## Programmazione
Il canale trasmetteva i principali sport di Sky in frequenti casi di contemporaneità con altri eventi, oltre ad una sezione di motori (Formula E, CIV, CEV, Campionato DTM e BMW M2 CS Racing Cup Italy) trasmette anche l’eurolega di basket, la bundesliga, la NHL e la MLB.